# Супереліпс

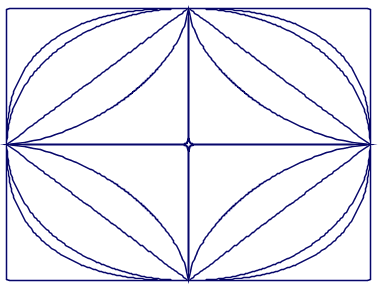
Супереліпси (криві Ламе)

Супереліпс (крива Ламе) — плоска крива, що у декартових координатах описується рівнянням:
{\displaystyle \left|{\frac {x}{a}}\right|^{n}\!+\left|{\frac {y}{b}}\right|^{n}\!=1,}
де {\displaystyle n>0};
{\displaystyle a} і {\displaystyle b} — радіуси (півосі) супереліпса.
Для випадку n = 2 отримуємо еліпс (у частковому випадку, при a = b — коло), а при {\displaystyle n=1} — ромб з діагоналями {\displaystyle 2a} та {\displaystyle 2b}. Коли збільшувати {\displaystyle n} до нескінченості, крива прямує за формою до прямокутника; натомість коли {\displaystyle n} прямує до нуля, крива набуває хрестоподібної форми. 
Фігури, що отримані для n < 2 ще називають «гіпоеліпс», а для n > 2 — «гіпереліпс».

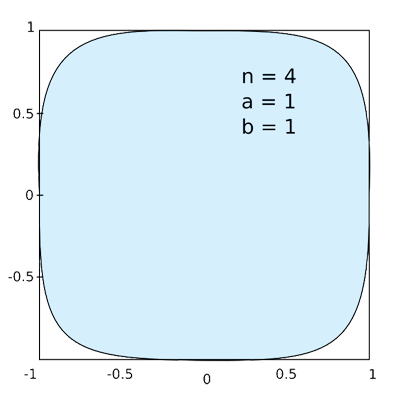
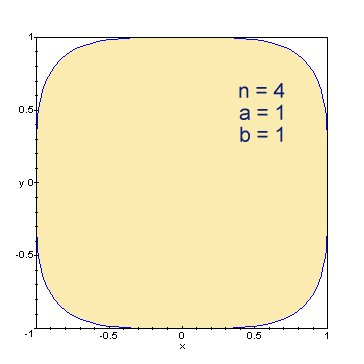
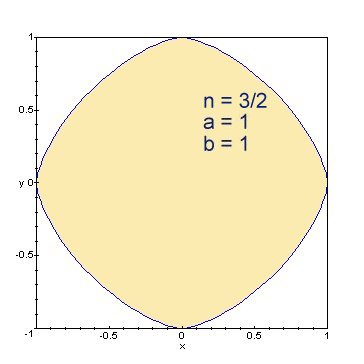
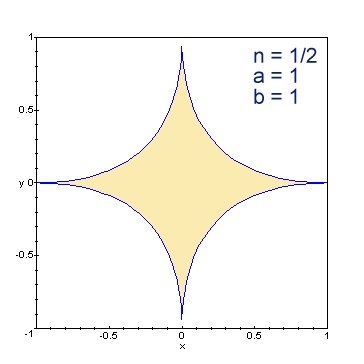

Супереліпс може бути описаний парою рівнянь в параметричній формі:
{\displaystyle \left.{\begin{aligned}x\left(\theta \right)&=\pm a\cos ^{\frac {2}{n}}\theta \\y\left(\theta \right)&=\pm b\sin ^{\frac {2}{n}}\theta \end{aligned}}\right\}\qquad 0\leq \theta <{\frac {\pi }{2}}}
або
{\displaystyle {\begin{aligned}x\left(\theta \right)&={|{\cos \theta }|}^{\frac {2}{n}}\cdot a\operatorname {sgn}(\cos \theta )\\y\left(\theta \right)&={|{\sin \theta }|}^{\frac {2}{n}}\cdot b\operatorname {sgn}(\sin \theta ).\end{aligned}}}
Площа супереліпса виражається формулою
{\displaystyle S=4ab{\frac {\left(\Gamma \left(1+{\tfrac {1}{n}}\right)\right)^{2}}{\Gamma \left(1+{\tfrac {2}{n}}\right)}}.}

## Історична довідка

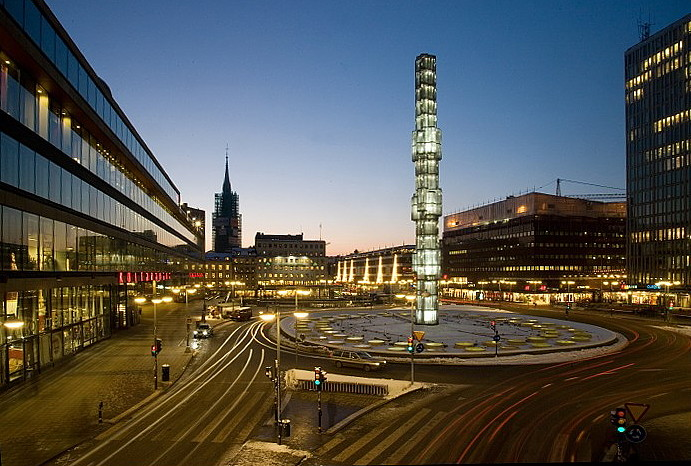
Транспортна розв'язка на площі Сергельсторг у центрі Стокгольма

Криві вперше були записані і вивчені французьким математиком Габрієлем Ламе, тому їх ще називають «криві Ламе». 
Популяризацією цих кривих в архітектурі та при проектуванні предметів щоденного вжитку займався данський вчений, письменник, винахідник та інженер Піт Хейн (дан. Piet Hein; 1905—1996). У 1959 році архітектурне управління Стокгольма оголосило конкурс на проектування перехрестя з коловим рухом навколо площі Сергельсторг. Піт Хейн став переможцем конкурсу з пропозицією реалізувати транспортне кільце у вигляді супереліпса з n = 2,5 та a/b = 6/5. Реконструкцію площі було закінчено у 1967 році.  Хейн використовував супереліпс в інших дизайнерських розробках — ліжках, тарілках, столах. При обертанні супереліпса навколо довгої осі, він отримав «суперяйце», яке стало популярною іграшкою за свою здатність на відміну від звичного яйця стояти вертикально на плоскій поверхні.
У 1968 році, коли делегації на переговорах в Парижі по війні у В'єтнамі не могли прийти до згоди щодо форми стола, було запропоновано стіл у вигляді супереліпса.  Супереліптичну форму має стадіон «Ацтека» в Мехіко, головний стадіон Олімпійських ігор 1968 року.
На логотипі футбольної команди «Піттсбург Стілерс» зображені три чотирикутних зірки, що є супереліпсами з n = 0,5.

## Узагальнення
Супереліпс може розглядатись як частковий випадок суперформули, записаної у 1997 році бельгійським вченим Йоханом Джилісом (англ. Johan Gielis). Тривимірним відповідником супереліпса є суперквадрікс (англ. Superquadrics). В частковому випадку, коли a = b = 1 та n парне ціле число, супереліпс є кривою Ферма степеня n.